# Olav svartaskald
Olav Leggsson svartaskald (Óláfr Leggsson svartaskáld) var en isländsk 1200-talsskald, som enligt Skáldatal kan knytas till den norske kungen Håkon Håkonssons hird. Troligen var Olav mörkhårig och fick tillnamnet svartaskald som motsats till sin samtida namne, den vithårige Olav vitaskald.

## Dråpet på Jon Snorrason
Olav svartaskald var ”son till prästen Leggr”, står det i Islänningasagan. Om hans liv vet man bara att han år 1230 vistades i Bergen i Norge. Han var då utblottad, men hade fått husrum hos Jon murti (”den lille”) Snorrason, som var son till Snorre Sturlasson. En afton nära geisladagr (13 januari) år 1231 då Olav, Jon och dennes svåger Gissur Torvaldsson var druckna och skulle gå till sängs, fann de sovloftet mörkt och sängarna obäddade. Jon for då ut i förebråelser mot tjänarna, varför Olav sökte lugna ner honom. Då drämde Jon till Olav med en käpp. Gissur gick emellan och höll Jon tillbaka, men Olav fick fatt i en handyxa och slog den i huvudet på Jon. Därefter hoppade Olav ner genom loftluckan och försvann springande från platsen. Jons sår var inte värre än att både han och Gissur kunde rusa efter, men Olav såg de inte, ty det var beckmörkt ute. På morgonen dagen efter fortsattes sökandet, men Olav svartaskald var försvunnen och har sedan dess ej avhörts.
Jons sår tycktes ofarligt till en början, men han misskötte det och fortsatte sitt supande. Då gick det värk i såret, han blev sängliggande och dog på Sankta Agnes dag, den 21 januari. Gissur Torvaldsson, som senare skulle bli Snorre Sturlassons baneman och Islands förste jarl, blev vid återkomsten till Island den sommaren tvingad att svära femtedomsed på, att han ej, då Jon blev dräpt, hade varit i maskopi med Olav.

## Verk
Av Olav svartaskalds litterära kvarlåtenskap återstår endast brottstycken. En halvstrof och en kvartsstrof anses komma från en drapa om kung Håkon, troligen diktad år 1230. Ytterligare en kvartsstrof kan hänföras till ett kväde om Skule jarl eftersom dennes namn är nämnt. I Islänningasagan finns en lausavísa, och till detta kommer några fragment av en religiös dikt, kanske en Kristsdrápa, samt tre rader ur en kärleksdikt till en kvinna. Fragmenten har bevarats i Sturlungasagan, den Tredje grammatiska avhandlingen samt i Laufás Edda. "Man kan ikke af disse lævninger danne sig nogen forestilling om Óláfr som skjald", summerar Finnur Jónsson.